# Nos régions ont du talent
Nos régions ont du talent est une marque de distributeur française créée en 1999 par l'enseigne de grande distribution E.Leclerc, qui promeut les produits agroalimentaires transformés dans une région française clairement identifiée. Elle fait écho à la création en 1997 de la marque Reflets de France créée par le groupe Promodès (aujourd'hui Carrefour).
La marque propose plus de 500 spécialités régionales, produites par plus de 170 producteurs français. 
En juillet 2019, à l'occasion de la première année de partenariat de E.Leclerc avec le Tour de France, la marque Nos régions ont du talent est mise en avant sur la caravane du Tour de France. 
Fin 2019, la marque crée une gamme de vin commercialisée sous Nos vignerons ont du talent.